# Yevgeny Valentinovich Kaspersky
Yevgeny Valentinovich Kaspersky là một chuyên gia Nga về an ninh máy tính và giám đốc điều hành Kaspersky Lab, một công ty an ninh công nghệ thông tin với 3.000 nhân viên. Ông cùng sáng lập Kaspersky Lab vào năm 1997 và giúp nhận diện các trường hợp chiến tranh mạng được chính phủ tài trợ. Ông đã vận động thành lập một hiệp ước quốc tế cấm chiến tranh mạng. Kaspersky sinh ra vào năm 1965 ở Novorossiysk, Nga. Ông tốt nghiệp từ Học viện Mật mã, Viễn thông và Khoa học Máy tính vào năm 1987 với bằng kỹ sư toán học và công nghệ máy tính. Quan tâm của ông trong bảo mật công nghệ thông tin bắt đầu khi máy tính làm việc của ông bị nhiễm virus Cascade vào năm 1989 và ông đã phát triển một chương trình để loại bỏ nó. Kaspersky giúp phát triển Kaspersky Lab thông qua nghiên cứu bảo mật và thương mại. Ông trở thành Giám đốc điều hành vào năm 2007 và vẫn giữ vị trí này cho đến nay (2017).

## Tiểu sử
Yevgeny Valentinovich Kaspersky sinh ra vào ngày 04 tháng 10 năm 1965 ở Novorossiysk, Nga. Ông lớn lên ở gần Moskva,, nơi ông dời đến lúc chín tuổi. Cha ông những gì một kỹ sư và mẹ của mình một chuyên viên lưu trữ lịch sử. Khi còn trẻ, ông đã thích toán học và công nghệ.. Ông đã dành thời gian rảnh của mình đọc sách toán và giành vị trí thứ hai trong cuộc thi toán học  lúc 14 tuổi. Năm mười bốn tuổi, Kaspersky bắt đầu vào trường nội trú A. N. Kolmogorov, được điều hành bởi Đại học Moskva, chuyên về toán. Ông cũng là một thành viên của bộ phận thanh niên của Đảng Cộng sản Liên Xô. Lúc 16 tuổi, Kaspersky tham dự một chương trình năm năm với Học viện Mật mã, Viễn thông và Khoa học Máy tính, được tài trợ bởi quân đội Nga và KGB. (Tại thời điểm đó, những trường danh tiếng nhất nước Nga cho các nhà toán học đều được KGB tài trợ.) Ông tốt nghiệp vào năm 1987 với một bằng cử nhân toán học và công nghệ máy tính. Sau khi tốt nghiệp đại học, Kaspersky phục vụ trong quân đội Nga như là một kỹ sư phần mềm. Ông gặp người vợ đầu tiên của mình, Natalya Kaspersky tại Severskoye, một khu nghỉ mát của KGB, vào năm 1987.

## Quan điểm
- Về sự hợp tác giữa các nước để chống lại Hacker, bên lề Diễn đàn Kinh tế thế giới 2017 tại Davos: Ở châu Âu thì có, Europol và cơ quan an ninh Nga làm việc chặt chẽ với nhau, nhưng toàn cầu thì không, thiếu sự tin cậy lẫn nhau để làm việc chung.[10]